# Мазера
Мазера (итал. Masera) је насеље у Италији у округу Вербано-Кузио-Осола, региону Пијемонт.
Према процени из 2011. у насељу је живело 1349 становника. Насеље се налази на надморској висини од 307 м.

## Становништво
Према резултатима пописа становништва 2011. у општини је живело 1.527 становника.
| 1936. | 1951. | 1961. | 1971. | 1981. | 1991. | 2001. | 2011. |
| ----- | ----- | ----- | ----- | ----- | ----- | ----- | ----- |
| 1.175 | 1.232 | 1.253 | 1.236 | 1.199 | 1.257 | 1.429 | 1.527 |